# Сонячна електростанція

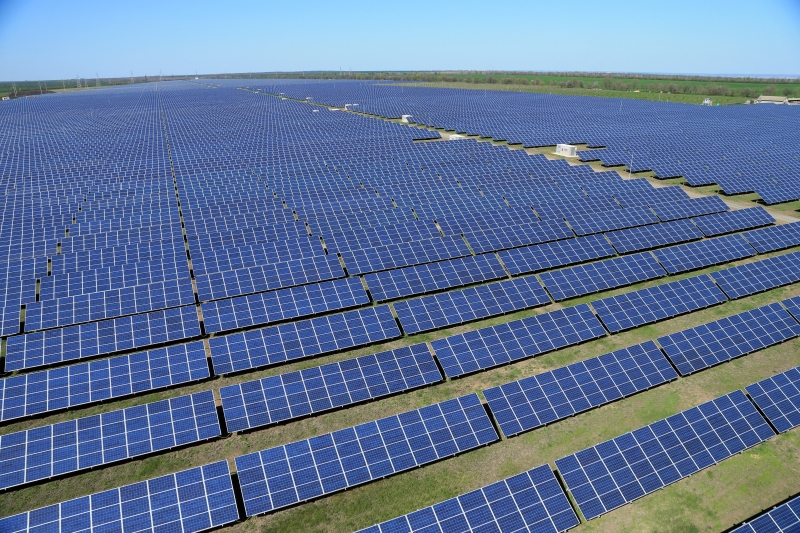
СЕС Старокозаче, Одеська область

Со́нячна електроста́нція (СЕС) — інженерна споруда, що перетворює енергію сонячного випромінювання на електричну енергію.

## Види сонячних електростанцій

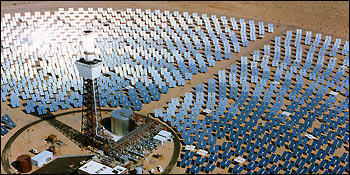
СЕС баштового типу

Усі СЕС поділяють на декілька типів:
- ті, що використовують фотоелектричні модулі (фотоефект);
- такі, що перетворюють сонячну енергію на теплову, яка приводить у дію тепловий двигун (сонячно-теплові).

У переважній більшості сонячно-теплових електростанцій застосовується скупчення сонячних променів. За способом концентрації сонячної енергії вони поділяються на:
- баштового типу;
- тарільчатого типу;
- параболоциліндричні;
- комбіновані.

### Плавучі СЕС
Плавучі СЕС, тобто сонячні електростанції, розташовані на воді, мають кілька переваг. Наприклад, природне охолодження. Окрім цього, вода відбиває сонячні промені, і панелі поглинають значно більше тепла.
У жовтні 2018 року бельгійська влада заявила, що планує будувати СЕС на штучних озерах. У системах використають сонячні трекери та активну систему охолодження.

## Найбільші СЕС у світі
Станом на 2023 рік, найбільшими в світі є СЕС, які розташовані в Китаї та Бгараті, а саме:
- Tengger Desert Solar Park (Китай) 1547 МВт;
- Bhadla Solar Park (Бгарат) 1515 МВт;
- Huadian Tianjin Haijing (Китай) 1000 МВт[2][3].

## СЕС в Україні

### Найбільші СЕС в Україні
Станом на 2019 рік найбільшими СЕС в Україні були:
- Нікопольська СЕС (Нікополь) — 246 МВт;
- СЕС Перове (Крим) — 105,56 МВт;
- СЕС Охотникове (Крим) — 82,65 МВт;
- Миколаївка (Крим) — 69,7 МВт;
- СЕС Кам'янець-Подільська (Хмельницька область) 63.8 МВт;
- Кілія (Одеська область) — 54,8 МВт;
- СЕС Tokmak Solar Energy — 50 МВт[4];
- Дунайська СЕС (Долинівка) — 43 МВт;
- СЕС Старокозаче — 43 МВт;
- СЕС Терновиця — 20 МВт[4];
- ФЕС Костогризове — 18 МВт[4];
- СЕС Шаланки — 15.7 МВт[5];
- Ірлявська — 11 МВт;
- Самбірська СЕС — 10,1 МВт;
- СЕС Фотон Про-Плюс — 10 МВт.

### Подальший розвиток
На початку жовтня 2023 року, згідно з повідомленням Міністерство енергетики України, Україна та Південна Корея розпочали втілення в життя проєкту зі встановлення сонячних електростанцій на будівлях Центрів надання адміністративних послуг. Загальна вартість проєкту складає 18 млн доларів США, які будуть надані корейською стороною. Реалізацію проєкту заплановано на 2024 – 2026 роки у трьох областях: Івано-Франківській, Житомирській та Одеській. 